# Julia Hickelsberger
Julia Hickelsberger-Fuller (Sankt Pölten, 1 augustus 1999) is een Oostenrijks voetbalspeelster. Ze speelt als middenvelder voor Galatasaray SK in de Turkse Super League en voor het Oostenrijks voetbalelftal.

## Statistieken
| Seizoen | Club           | Land       | Competitie | Wedstrijden | Doelpunten |
| ------- | -------------- | ---------- | ---------- | ----------- | ---------- |
| 2020/21 | SKN St. Pölten | Oostenrijk | FRA        |             |            |
| Totaal  | Totaal         | Totaal     | Totaal     | --          | --         |

Laatste update: februari 2021

## Interlands
Hickelsberger-Füller speelde voor Oostenrijk in O17 en O19, en sinds februari 2019 voor het Oostenrijks voetbalelftal.